# Classe Veinticinco de Mayo
La classe Veinticinco de Mayo fu una classe di incrociatori pesanti della Armada de la República Argentina, composta da due unità entrate in servizio nel 1931.
Realizzati in cantieri italiani e unici incrociatori pesanti a entrare in servizio con una marina militare dell'America meridionale, le due unità della classe (ARA Veinticinco de Mayo e ARA Almirante Brown) furono impiegate operativamente per far rispettare la neutralità dell'Argentina nel periodo della seconda guerra mondiale oltre che per vari compiti di rappresentanza, svolgendo egregiamente un valido ruolo di deterrenza e superiorità sui diretti rivali navali del paese; più volte modernizzate, le due unità furono entrambe radiate dal servizio nei primi anni 1960.

## Il progetto

### Caratteristiche generali

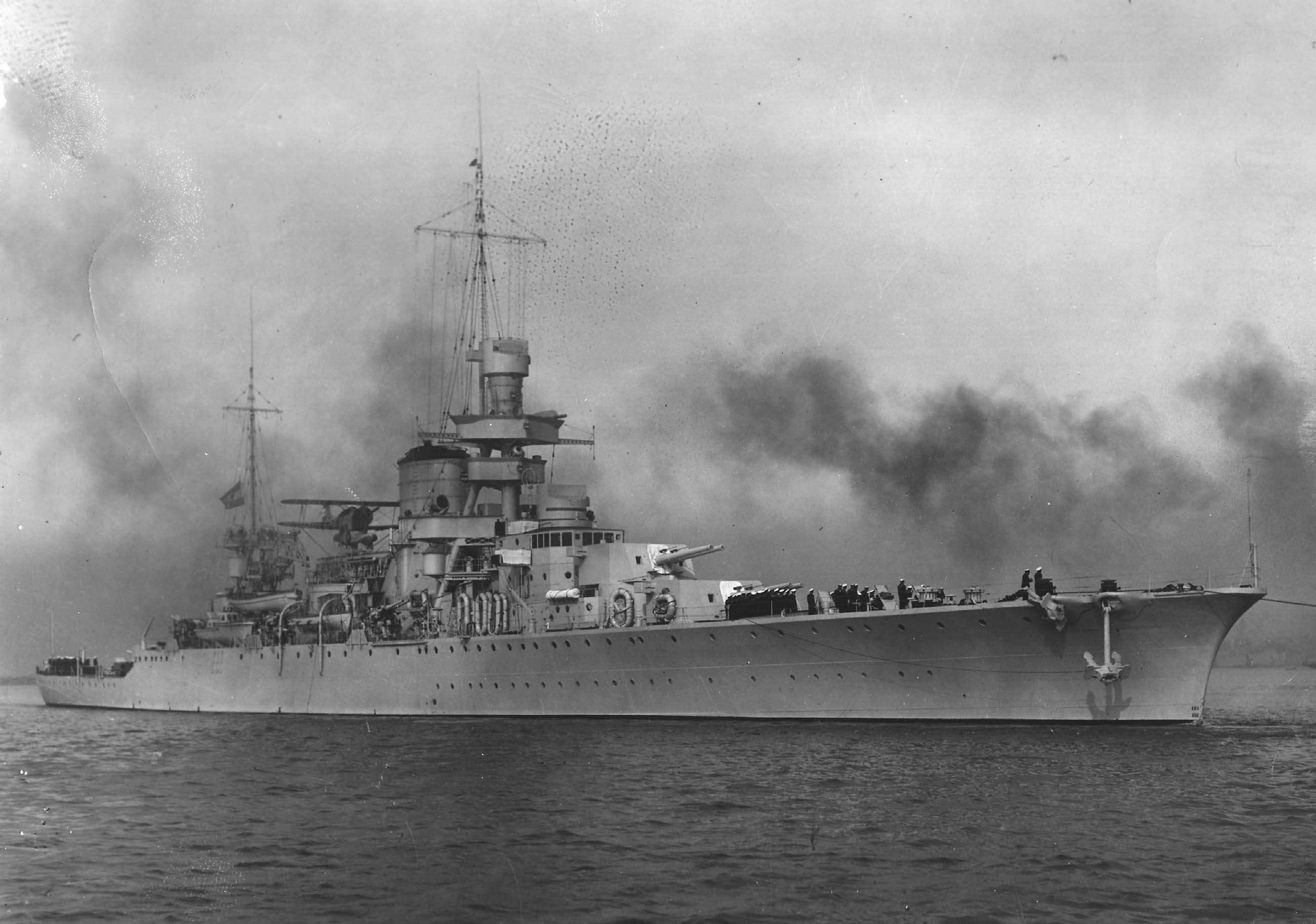
Lo ARA Almirante Brown nel 1949

La realizzazione dei Veinticinco de Mayo costituiva il capitolo centrale di un programma di costruzioni navali della durata di dieci anni approvato nel 1926, e volto in particolare a modernizzare la flotta di incrociatori argentini (la più numerosa del continente sudamericano ma ancora dotata di unità costruite a cavallo tra il XIX e il XX secolo, ormai completamente obsolete) e costituire un valido supporto per le navi da battaglia tipo dreadnought della classe Rivadavia, appena rimodernate.
Il programma, del costo complessivo di 75 milioni di peso, prevedeva la realizzazione di tre unità, ma la costruzione del terzo incrociatore fu in seguito annullata per ragioni economiche e sostituita con la costruzione dell'incrociatore leggero di classe unica ARA La Argentina. Il contratto per la costruzione dei Veinticinco de Mayo fu aggiudicato dalla ditta italiana Odero-Terni-Orlando (OTO), la quale propose lo schema generale degli incrociatori pesanti classe Trento appena realizzati per la Regia Marina ma con varie modifiche per quanto riguardava le dimensioni, l'armamento, la protezione e l'apparato motore.
Lo scafo dei Veinticinco de Mayo era lungo tra le perpendicolari 162,5 metri e fuori tutto 170,8 metri, per una larghezza massima di 17,8 metri e un pescaggio a pieno carico di 4,66 metri; il dislocamento standard ammontava a 6.800 tonnellate, che salivano a 9.000 tonnellate con la nave a pieno carico. L'apparato motore si basava su due turbine a vapore della Parsons alimentate da sei caldaie della Yarrow; la potenza totale di 85.000 hp (63.000 kW) consentiva di toccare una velocità massima di 32 nodi (59 km/h), alquanto elevata per navi del loro tipo, con una punta di 33,5 nodi toccata alle prove in mare. I serbatoi potevano ospitare fino a 2.300 tonnellate di olio combustibile, che consentivano un'autonomia di 8.030 miglia nautiche alla velocità di crociera di 14 nodi (15.000 km a 26 km/h). L'equipaggio ammontava a 780 tra ufficiali e marinai.

### Armamento e protezione

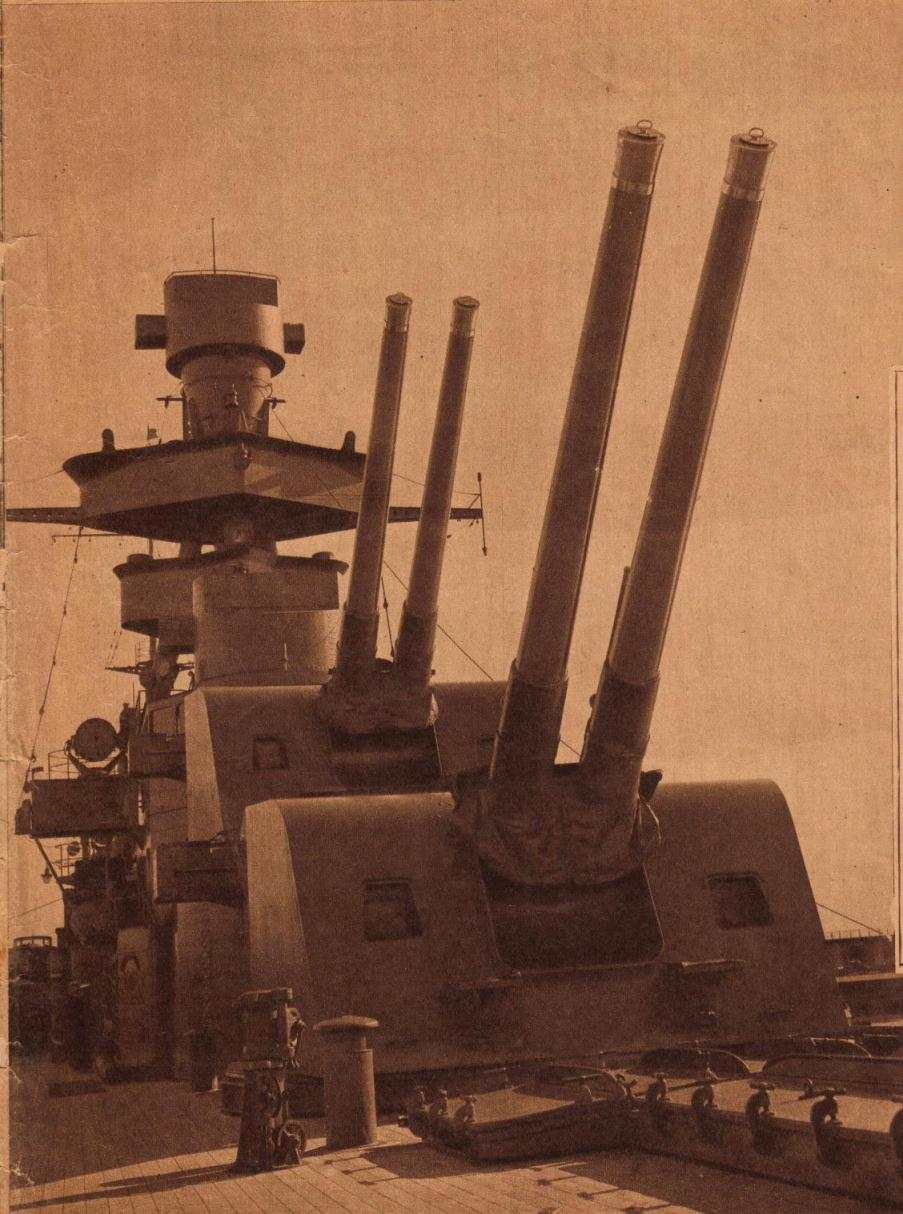
Le torri di prua dello Almirante Brown con i pezzi binati da 190 mm alla massima elevazione

L'armamento principale era costituito da sei cannoni da 190/50 mm, una versione potenziata prodotta dalla OTO del cannone britannico BL 7,5 inch Mk VI installato sugli incrociatori classe Hawkins (i primi a essere qualificati come "incrociatori pesanti"); i pezzi erano collocati in tre torri binate, due a prua sovrapposte e una a poppa, del tutto analoghe alle torri dei Trento e con un angolo di elevazione massimo di 46°. L'armamento secondario era invece rappresentato da dodici cannoni da 102/45 mm Mod. 1917 della OTO, a impiego duale antiaereo-antinave, distribuiti in sei impianti binati collocati lungo le fiancate; completavano l'armamento sei cannoni automatici da 40/39 mm della Vickers-Terni in impianti singoli antiaerei collocati sulle sovrastrutture, e sei tubi lanciasiluri da 533 mm fissati sul ponte principale. Le dotazioni aeronautiche comprendevano una catapulta per aerei tipo "Gagnotto" installata sul ponte di prua e un piccolo hangar capace di ospitare due idrovolanti; inizialmente i velivoli in dotazione erano i Vought O2U Corsair, poi rimpiazzati successivamente dai più moderni Grumman J2F Duck e Supermarine Walrus.
La corazzatura seguiva la concezione italiana degli incrociatori pesanti, e risultava quindi piuttosto leggera: la cintura corazzata, spessa 70 mm, copriva solo la sezione centrale della nave a protezione delle sale macchine e degli organi vitali, collegandosi superiormente a un ponte corazzato spesso solo 25 mm; la torre di comando e le torrette dei cannoni principali erano protette da una corazzatura spessa rispettivamente 65 e 50 mm.
Le principali modifiche successive all'entrata in servizio riguardarono in particolare le dotazioni aeronautiche (la catapulta "Gagnotto" di prua fu rimpiazzata nel 1939 da una più moderna catapulta rotante collocata a centro nave dietro il fumaiolo, e lo spazio dell'hangar adibito ad alloggiamento per l'equipaggio) e l'armamento antiaereo (i pezzi da 40 mm Vickers-Terni furono rimpiazzati nel 1950 da quattro impianti binati di cannoni Bofors 40/60 mm, mentre nel 1956 altri sei impianti binati di Bofors da 40 mm sostituirono i cannoni da 102 mm), oltre all'installazione nei tardi anni 1940 di un apparato radar di navigazione Type 268.
In generale, a dispetto delle differenze con i Trento gli incrociatori argentini replicavano pregi e difetti degli incrociatori pesanti italiani degli anni 1920-1930: le navi erano molto veloci e pesantemente armate con un'abbondante (per l'epoca) artiglieria contraerea, ma avevano anche una corazzatura piuttosto sottile e ridotta, uno scafo dalla costruzione poco robusta, un'insufficiente affidabilità delle macchine e una certa congestione dell'armamento; il calibro 190 mm era una scelta piuttosto insolita per i pezzi principali, visto che benché superiore al 152 mm normalmente montato dagli incrociatori leggeri era pur sempre inferiore al 203 mm portato dagli incrociatori pesanti dell'epoca (come gli stessi capostipiti Trento). In generale, tuttavia, i nuovi incrociatori consegnarono una netta prevalenza alla Marina argentina nei confronti dei suoi più diretti rivali sudamericani, le flotte di Brasile e Cile: i Veinticinco de Mayo avevano scarse probabilità di sopravvivere a uno scontro diretto con le navi da battaglia tipo dredanought in servizio con i rivali ma la loro alta velocità li rendeva armi ideali per sferrare attacchi al traffico mercantile nemico, cui brasiliani e cileni potevano replicare solo con vecchi incrociatori risalenti al periodo precedente la prima guerra mondiale e arretrati di una o due generazioni rispetto alle unità argentine.

## Unità
| Nome                    | Impostazione     | Cantiere                   | Varo              | Entrata in servizio | Destino finale                                                 |
| ----------------------- | ---------------- | -------------------------- | ----------------- | ------------------- | -------------------------------------------------------------- |
| ARA Veinticinco de Mayo | 29 novembre 1927 | Cantiere Orlando Livorno   | 11 agosto 1929    | 11 luglio 1931      | radiato da servizio nel marzo 1960 e avviato alla demolizione  |
| ARA Almirante Brown     | 12 ottobre 1927  | Cantiere della Foce Genova | 28 settembre 1929 | 18 luglio 1931      | radiato da servizio nel giugno 1961 e avviato alla demolizione |